# Periklīs Giannopoulos
Periklīs Giannopoulos (in greco: Περικλής Γιαννόπουλος; Patrasso, 1869 – Atene, 8 aprile 1910) è stato un poeta, traduttore e saggista greco, critico severo della società greca del suo tempo.

## Biografia
Nei suoi saggi Linea Greca (Ἑλληνικὴ Γραμμή) e Colore Greco (Ἑλληνικὸν Χρῶμα) criticò l'accademismo e i tentativi impressionistici della pittura greca della sua epoca; giudicava infatti la tecnica di questo movimento poco adatta a rendere la luce tipica del suo paese. Giannopoulos pensava che il "genio greco" non fosse il prodotto né di una "razza greca", né della civiltà o della storia greca, ma della "terra greca" e delle sue linee e colori particolari. Nei due testi contrapponeva la "luce" alle "tenebre", e vedeva queste ultime come espressione della cultura germanica e delle fredde terre in cui essa si era sviluppata. Al contrario la "luce", tipica dell'ambiente greco, esprimeva positività, vitalità e gioia.

## Opere
- Ἡ σύγχρονος ζωγραφική (1902)
- Πρὸς τοὺς καλλιτέχνες μας (1903)
- Ξενομανία (1903)
- Πρὸς τὴν Ἑλληνικὴν Ἀναγέννησιν (1903)
- Τηλεφωνήματα (1903)
- Ἑλληνικὴ Γραμμή (1903)
- Ἑλληνικὸν Χρῶμα (1904)
- Καὶ περὶ Ἑλληνικῆς Μουσικῆς τίποτε; (1904)
- Ἑλληνικὴν Μουσικὴν ἐμπρός (1904)
- Νέον Πνεῦμα (Nuovo Spirito) (1906)
- Ἔκκλησις πρὸς τὸ Πανελλήνιον Κοινόν (Appello a un pubblico panellenico) (1907)